# Ким Минсок (борец)
Ким Минсок (кор. 김민석, 9 февраля 1993) — корейский борец греко-римского стиля, бронзовый призёр чемпионата мира 2018 года, призёр чемпионатов Азии и Азиатских игр. Участник летних Олимпийских игр 2020 года в Токио.

## Биография
На чемпионате Азии 2017 года в Индии спортсмен из Кореи завоевал бронзовую медаль.
В 2017 году на чемпионате мира в Париже стал двадцать шестым.
В августе 2018 года на Азиатских играх в Джакарте Ким сумел стать третьим и принести для сборной Кореи очередную бронзовую медаль.
В 2018 году на чемпионате мира в Будапеште в весовой категории до 130 кг завоевал бронзовую медаль.
В 2022 году на чемпионате Азии в Улан-Баторе в весовой категории до 130 кг завоевал серебряную медаль.